# Atentado contra los Húsares de Junín de 1989
El atentado contra los Húsares de Junín de 1989 fue un atentado terrorista realizado en Lima por Sendero Luminoso al hacer estallar una carga de dinamita en el ómnibus que trasladaba a los húsares de Junín, unidad militar escolta de la presidencia del Perú que se dirigía a Palacio de Gobierno para realizar el cambio de guardia diario.

## Acontecimientos

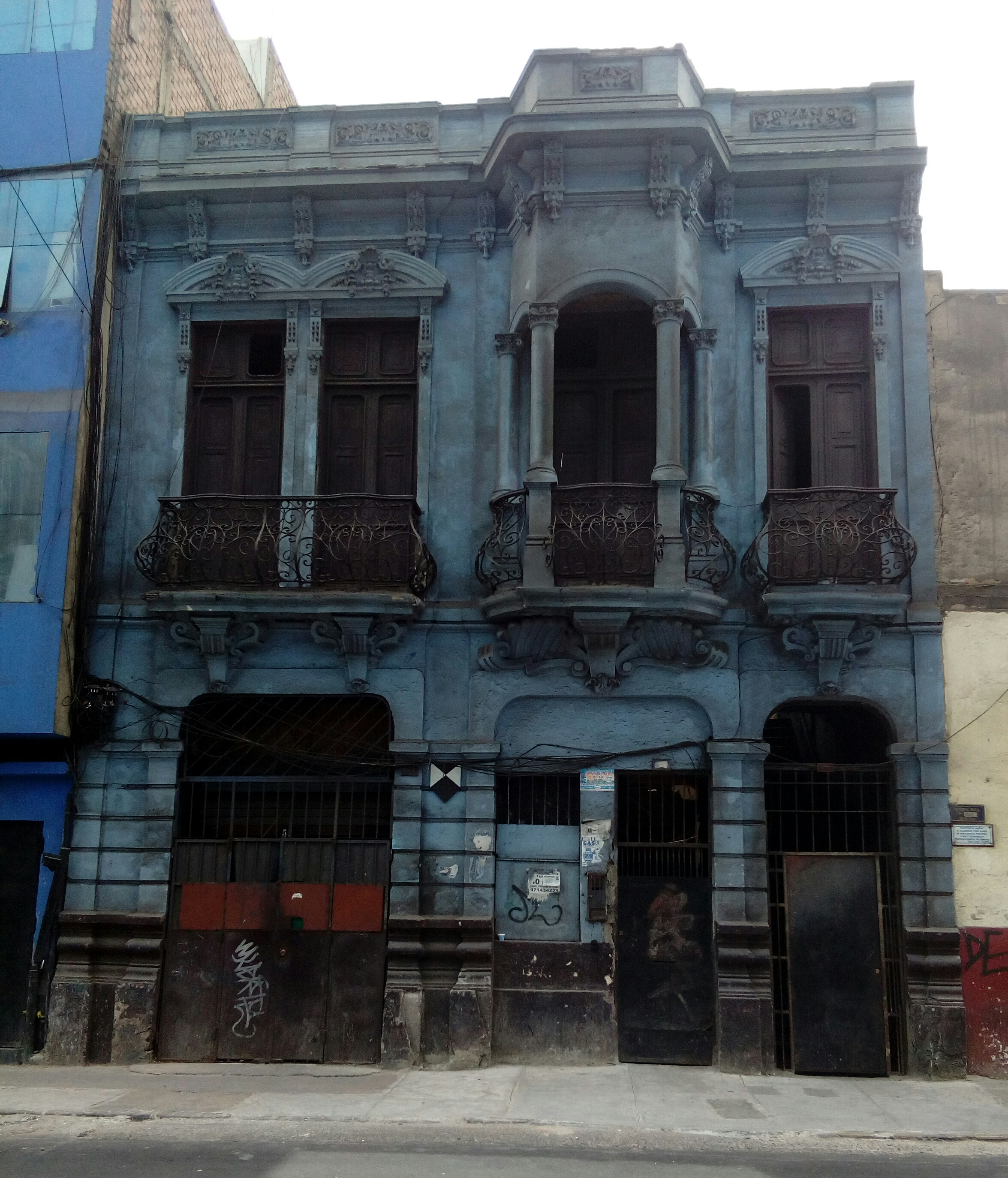
Casona en el jirón Huanta, lugar neurálgico de los preparativos senderistas para el atentado.

El 3 de junio de 1989 un taxi volswagen conducido por Julio Centeno Callanahupa fue abordado por una mujer que le solicitó ir hacia el colegio Túpac Amaru ubicado en el distrito de San Luis. En el lugar, dos sujetos ingresaron al vehículo y, tras sedar al taxista, robaron el automóvil. Al mismo tiempo, del Cuartel Barbones salieron dos vehículos del Ejército peruano trasladando a los Húsares de Junín para hacer el cambio de guardia en el Palacio de Gobierno. A la altura de la cuadra 11 del jirón Junín, los transportes de los húsares fueron detenidos por el vehículo robado que previamente era empujado por una persona simulando una avería. El supuesto chofer del vehículo averiado salió corriendo, lo que motivó que un efectivo del ejército descendiera del transporte y realizara disparos al aire. De forma simultánea, una persona que empujaba un triciclo entregó una carga explosiva a dos personas que se encontraban en los alrededores. Uno de ellos encendió la carga explosiva y el otro lo puso sobre el triciclo empujándolo hacia los húsares. Inmediatamente los senderistas huyeron. La explosión resultante dejó 6 muertos y 37 heridos entre militares y civiles, además de causar daños materiales en los alrededores. En la huida de los senderistas, un efectivo policial que intentó detenerlos recibió un disparo en la cabeza. En mayo de 1990, en el transcurso del décimo aniversario de la "guerra popular", Sendero Luminoso reconoció la autoría del atentado. Los senderistas se refugiaron en el jirón Huanta n.º 840, lugar cercano al atentado, que sería luego el escenario de la masacre de Barrios Altos realizado por el destacamento paramilitar Grupo Colina.

## Consecuencias
Tras establecerse el Grupo Colina en 1991, estos consideraron vengar la muerte de los húsares y dejar un mensaje a los senderistas de que sabían dónde se escondían. Según relató Santiago Martín Rivas, líder del grupo paramilitar:
Uno de los mensajes era: "Te golpeo en el lugar en que te escondes", es decir, "ya no eres tan misterioso como antes, ya te ubicamos...". Otro mensaje era: "Si aniquilas a mi gente, aniquilo a la tuya, no importa cuánto tiempo haya pasado, de aquí salieron y aquí se escondieron los que asesinaron a los Húsares y te lo hacemos saber para que te percates de que hagas lo que hagas, tarde o temprano, te vamos a encontrar y vamos a ser más duros que ustedes"... De este modo se le transmitía a los terroristas temor, inseguridad.
El 3 de noviembre de 1991, comandos del Grupo Colina atacaron una  pollada realizada en la quinta del jirón Huanta n.º 840 dejando como víctimas a 15 personas asesinadas, entre ellos un niño de 8 años. Se supo luego que el objetivo era una supuesta reunión senderista. Este acto fue conocido como la "Masacre de Barrios Altos". Se determinó que las víctimas no tenían relación con Sendero Luminoso ni con el MRTA.